# Luisella Ciaffi
Luisella Ciaffi o Luisella Ciaffi Ricagno (Torino, 28 dicembre 1933) è una cantante, mezzosoprano e docente di canto italiana.

## Biografia
Di famiglia intellettuale e antifascista, esordisce nell'immediato dopoguerra come bambina prodigio con le orchestre di Cinico Angelini e Pippo Barzizza presso gli studi EIAR, e come figlia del protagonista Raf Vallone nel Woyzeck di Büchner per la regia del fratello Vincenzo Ciaffi e le scenografie di Umberto Mastroianni e Felice Casorati.
Nel 1949, a soli quindici anni, viene ammessa al Conservatorio Giuseppe Verdi di Torino, dove incontra docenti come Massimo Mila, Frida Malan, Pietro Righini.
Si diploma in Canto nel 1954, e subito vince i concorsi per l'Accademia Musicale Chigiana e per l'Accademia Nazionale di Santa Cecilia, dov'è ulteriormente premiata e protagonista di numerosi concerti.
Nel 1957 sposa il musicista Franco Ricagno (Villa Slavina, 1929 - Torino, 1984). Hanno due figli: Paolo (Torino, 1957) e Marco (Torino, 1964).

## Carriera
Debutta come professionista nel 1956 con la Matthäuspassion di Bach all'Accademia nazionale di Santa Cecilia in Roma, iniziando così un'intensa carriera nel repertorio sinfonico vocale (dal Barocco ai capolavori romantici di Beethoven, Berlioz, Brahms, Mahler...) per la RAI, l'ORTF e i maggiori Enti sinfonici italiani e stranieri.
Il 20 settembre 1958 è Emilia nel leggendario Otello verdiano trasmesso in diretta dai neonati studi televisivi di Corso Sempione a Milano, con Mario Del Monaco, Rosanna Carteri e Renato Capecchi, diretta da Tullio Serafin per la regia di Franco Enriquez.
Nel 1962 debutta alla Scala di Milano, che per più di un ventennio sarà poi il "suo" teatro per eccellenza, e da allora si dedica soprattutto all'Opera lirica collaborando con tutti i grandi Enti italiani (Regio di Torino, Carlo Felice di Genova, Comunale di Bologna, Fenice di Venezia, Maggio Musicale Fiorentino, San Carlo di Napoli, Petruzzelli di Bari, Massimo di Palermo, Festival dei Due Mondi di Spoleto ecc.) e affrontando tanto i ruoli del repertorio (Fidalma ne Il matrimonio segreto di Cimarosa, Dorabella nel Così fan tutte di Mozart, Angelina nella Cenerentola di Rossini, Fenena nel Nabucco, Maddalena nel Rigoletto, Eboli nel Don Carlo verdiani, la Comare in Crispino e la comare dei fratelli Ricci, Bouillon in Adriana Lecouvreur di Cilea, Madelon in Andrea Chenier di Giordano ecc.) quanto, e soprattutto, la sua prediletta musica contemporanea.
È protagonista e creatrice del ruolo nel Rara Requiem (1970) di Sylvano Bussotti e ne La camera degli sposi di Paolo Renosto (1972), dirette da Giampiero Taverna, in Al gran sole carico d'amore di Luigi Nono, diretta da Claudio Abbado, ne Le marteau sans maître di Pierre Boulez e nel Paradise Lost di Krzysztof Penderecki, dirette da Bruno Maderna, quest'ultima riallestita poi anche in Aula Nervi al Vaticano per l'insediamento di Karol Wojtyła come Papa Giovanni Paolo II.
È anche la prima interprete italiana di Clara nel Matrimonio al convento di Prokofiev, della Mavra di Stravinskij, del Pierrot Lunaire (al Regio di Torino) e dei Gurre-Lieder (alla Scala di Milano) di Schönberg, dell'Ulisse di Dallapiccola, diretta da Lorin Maazel, e dell'opera cameristica di Béla Bartók.
La sua interpretazione del Combattimento di Tancredi e Clorinda di Claudio Monteverdi ha meritato il Prix Italia ed è tra i programmi radiofonici più venduti al mondo.
Compositori come Sergio Liberovici, Giorgio Ferrari, Enrico Correggia, Luigi Donorà le dedicano i loro brani.
Tra gli altri suoi direttori: Antonio Pedrotti, Franco Capuana, Vittorio Gui, Mario Rossi, Nino Sanzogno, Giuseppe Patanè, Eugen Jochum, Michael Gerdes, Georges Prêtre, Giuseppe Sinopoli, Seiji Ozawa, Thomas Schippers.
Tra gli altri suoi registi: Tatiana Pavlova, Giorgio Strehler, Mario Missiroli, Jurij Petrovič Ljubimov, Giancarlo Sbragia, Ugo Gregoretti.

## Docente
Dal 1978 al 2000 si dedica anche all'insegnamento del Canto presso quello stesso Conservatorio Giuseppe Verdi, dapprima presso la Sezione distaccata di Cuneo (attualmente Conservatorio Giorgio Ghedini), poi nella sede principale di Torino.
Tra i suoi numerosi allievi: Lorenza Canepa, Tiziana Ducati, Norma Fantini, Fulvio Oberto, Alexandra Rosa Zabala, Angelo Fernando Galeano, Enrico Iviglia, Maria Cinzia Agricola, nonché molti componenti dei Cori del Regio di Torino, della Scala di Milano, del Carlo Felice di Genova.

## Cinema
Debutta anche come attrice cinematografica con il pregevole cameo della Madre nel film Pirata! (Cult Movie), del figlio Paolo Ciaffi Ricagno (Premio Venezia 1984), poi con l'interpretazione della Giustiziera in Garage (1992), per la regia di Dario Buzzolan.